# Mortlake
Mortlake è un distretto municipale di Londra, facente parte del sobborgo di Richmond upon Thames. Si trova sulla sponda sinistra del Tamigi, tra Kew e Barnes. Fino al 1965 faceva parte del Surrey.
È nominata nel Domesday Book del 1086 come Mortelage, nome il cui significato sembra essere corso d'acqua contenente piccoli salmoni, con riferimento ad una stazione di pesca su un piccolo affluente del Tamigi che oggi non esiste più.

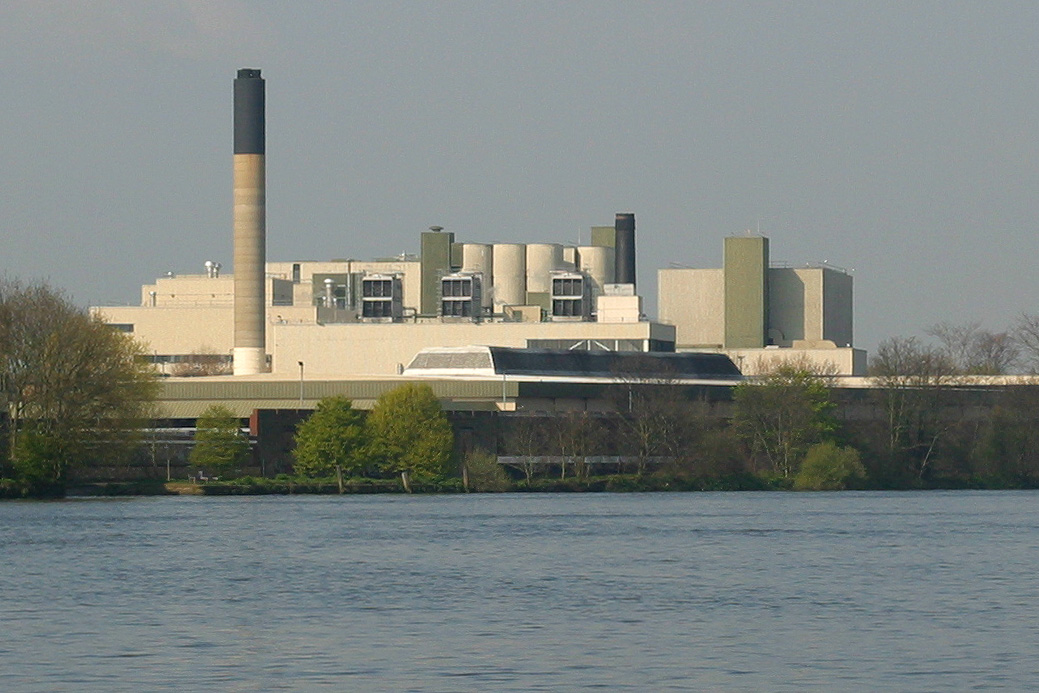
La Budweiser Stag Brewery a fianco del Tamigi.

Dal 1845 la famosa regata Oxford-Cambridge, una gara di canottaggio tra le università di Oxford e di Cambridge, ha come punto di arrivo Mortlake.
Fu la residenza del famoso John Dee (1527-1609), consigliere della regina d'Inghilterra Elisabetta I. Egli fu astronomo e matematico e, dopo gli anni 80 del Cinquecento viaggiò molto in Europa. Fu accusato di essere un negromante ma venne scagionato dalle accuse grazie alla regina stessa.
Il cimitero della chiesa di Santa Maria Maddalena contiene la tomba dell'esploratore e orientalista Sir Richard Burton.
Vi si trova la Budweiser Stag Brewery, un grande stabilimento per la produzione della birra di proprietà della multinazionale Anheuser-Busch InBev.
In gennaio 2009 la società annunciò l'intenzione di chiudere lo stabilimento nel 2010 per spostare la produzione in altri siti, ma ciò è stato rimandato almeno fino al 2014.